# Хильдебрандт, Сара
Сара Энн Хильдебрандт (англ. Sarah Ann Hildebrandt, род. 23 сентября 1993, Грейнджер, Индиана) — американская спортсменка, борец вольного стиля, Олимпийская чемпионка 2024 года, призёр Олимпийских игр и чемпионатов мира. Шестикратный победитель Панамериканских чемпионатов.

## Биография
В 2013 году на континентальном чемпионате одержала победу и завоевала титул чемпионки. В 2015 и в 2018 году она также смогла стать первой на Панамериканском чемпионате по борьбе. 
В 2018 году в Будапеште стала второй в весовой категории до 53 кг и завоевала серебряную медаль чемпионата мира.
На чемпионате мира 2021 года, который состоялся в норвежской столице в городе Осло, американская спортсменка завоевала серебряную медаль. В финале уступила спортсменке из Японии Рэмине Ёсимото.
На летних Олимпийских играх 2024 года в Париже, в весовой категории до 50 кг стала олимпийской чемпионкой. В финальной схватке поборола спортсменку из Кубы Юснейлис Гусман.